# Acraea sotikensis
Acraea sotikensis är en fjärilsart som beskrevs av Sharpe 1891. Acraea sotikensis ingår i släktet Acraea och familjen praktfjärilar. Inga underarter finns listade i Catalogue of Life.